# Транспорт огня
«Транспорт огня» — советский немой художественный фильм 1929  года, снятый режиссёром Александром Ивановым.
Премьера фильма состоялась 13 января 1930 года. Фильм ныне считается утраченным.

## Сюжет
Революционеру по прозвищу Крот поручено доставить оружие из пограничного городка в столицу. Его помощниками были два подпольщика — Савва и Петрович.
Савву арестовала полиция. Под его именем в подпольную организацию заслан провокатор. Он наводит полицию на след Крота. Подпольщику удаётся скрыться.
Он организует переправку оружия с помощью подпольщицы Риты. После ряда приключений груз с оружием доставлен на склад подпольщиков. По доносу провокатора склад окружает полиция. Крот разоблачает и убивает провокатора. Ящики с оружием вынесены через подземный ход.

## В ролях
- Глеб Кузнецов — Крот
- Ксана Кляро — Рита
- Николай Мичурин — Вурт
- Алексей Горюшин — Савва, подпольщик
- Лев Бутаринский — Петрович, подпольщик
- Фёдор Славский — организатор рабочей дружины
- Пётр Никашин — офицер

## Съёмочная группа
- Режиссёр: Александр Иванов
- Сценаристы: Александр Зархи, Иосиф Хейфиц, Александр Иванов
- Операторы: Александр Гинцбург
- Художник: Борис Дубровский-Эшке

## Критика
Автор книги о режиссёре фильма Леонид Муратов писал, что «ни одна из картин А. Иванова немого периода не встречала такого успеха и такого множества похвальных отзывов».
Киновед Нина Горницкая указывала: «…период ученичества миновал: фильм „Транспорт огня“ имел большой успех у зрителей». Она также утверждала, что фильм выявил основное направление режиссёрских интересов А. Иванова, которого привлекали «ситуации чрезвычайные, борьба не на жизнь, а на смерть с противником умным и сильным».
Историк кино Пётр Багров писал, что фильм «был идеально выстроенным зрительским (в лучшем смысле этого слова)». Он указывал, что в фильме «были и погони, и откровенно детективная интрига, и психологические сцены», а «примитивная, но не до глупости, фабула не отвлекала зрителя от перипетий сюжета». Киновед особо отмечал блестящее актёрское мастерство Ксении Кляро.